# Cyclosa atrata
Cyclosa atrata är en spindelart som beskrevs av Friedrich Wilhelm Bösenberg och Embrik Strand 1906. Cyclosa atrata ingår i släktet Cyclosa och familjen hjulspindlar. Inga underarter finns listade i Catalogue of Life.